# Bloedel Floral Conservatory

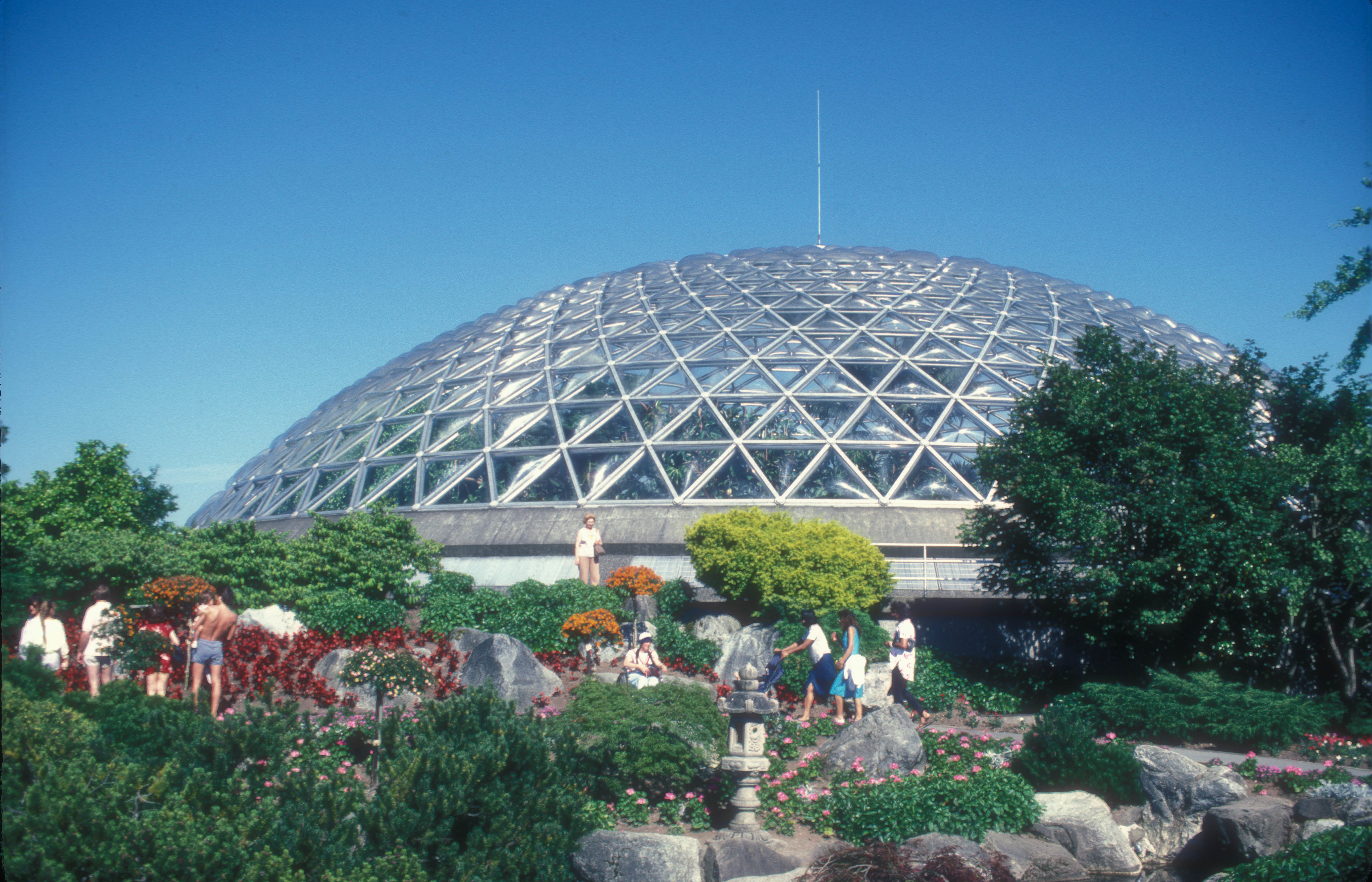
Das Bloedel Floral Conservatory im Queen Elizabeth Park

Das Bloedel Floral Conservatory ist ein großes Gewächshaus, das gleichzeitig als Voliere dient, im Queen Elizabeth Park in Vancouver. Es wurde 1969 im Nachgang zur Hundertjahrfeier Kanadas eröffnet.

## Geschichte
Im Vorfeld des Nationaljubiläums 1967 wurden kanadische Gemeinden und Organisation dazu aufgerufen, Jahrhundertprojekte zur Feier des 100. Geburtstages der Nation zu planen. In Vancouver schlugen Stuart Lefeaux, damaliger Oberinspektor der städtischen Behörde für Parks und Erholungsflächen, und sein Stellvertreter Bill Livingstone den Bau des Bloedel Floral Conservatorys vor. Ihre Vision war dabei, ein Gewächshaus für exotische Pflanzen zu errichten, das sowohl eine Bildungsaufgabe erfüllen könnte als auch eine gute Freizeitaktivität für Familien darstellen sollte.
Der Bau des Gewächshauses auf dem Gipfel des Little Mountain im Queen Elizabeth Park war ein kompliziertes Projekt. Die Stadt hatte den Gipfelbereich des Berges bereits an das Greater Vancouver Water Board verpachtet, das dort ein Wasserreservoir von 2,225 Hektar Fläche für die Trinkwasserreserve der Stadt errichtet hatte. 1965 wurde zwar ein Betondeckel konstruiert, um das Reservoir abzudecken, aber es musste die Zustimmung eingeholt werden, auf diesem Deckel den Vorplatz des Gewächshauses zu bauen. Dabei durfte die Qualität des Trinkwassers im Reservoir keinesfalls beeinträchtigt werden. Es mussten Simulationen für die drei Klimazonen im Gewächshaus, subtropisch, tropisch und arid erarbeitet werden und auch das Budget durfte nicht überschritten werden. Dem riesigen Betondeckel über dem Reservoir die attraktive Atmosphäre eines Gartens zu verleihen, bedeutete die Einhaltung starrer und teurer Beschränkungen seitens des Water Boards. Doch diese Herausforderungen konnten überwunden werden und das Gewächshaus selbst wurde neben dem Reservoir errichtet, welches heute noch eine wichtige Wasserquelle der Stadt bildet.

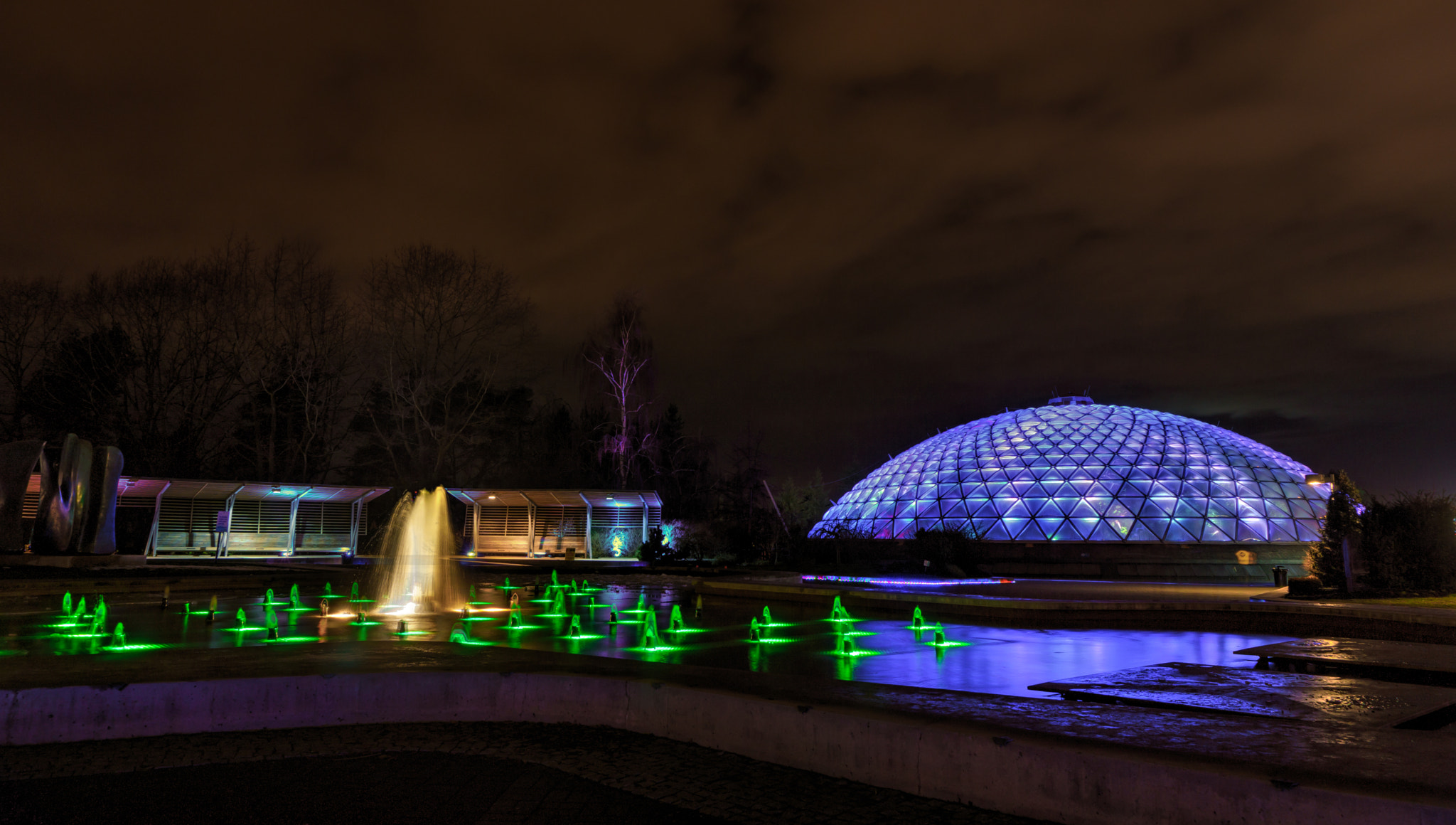
Nächtliche Illumination der Dancing Fountains und des Bloedel Floral Conservatory

Da die Wohltätigkeitsspenden in den 1960er Jahren auf ihrem Höhepunkt waren, versuchten Lefeaux und Livingstone das Projekt auf diese Weise zu finanzieren. Sie wandten sich deswegen an Prentice Bloedel († 1996), einen der Gründer des großen Holzunternehmens Mac Millan Bloedel Ltd. Die Bloedel Stiftung brachte 1,25 Millionen CAD auf, was zusammen mit den Beiträgen der City of Vancouver und der städtischen Behörde für Parks und Erholungsflächen ausreichte, um das Bloedel Conservatory, die Wasserspiele Dancing Fountains und den Vorplatz zu erbauen. Dieser Spendenbetrag war der höchste, den die City of Vancouver bis zu diesem Zeitpunkt erhalten hatte.
Nach 18 Monaten Bauzeit fand die Eröffnungszeremonie am 6. Dezember 1969 vor etwa 11.000 Zuschauern statt. Dabei enthüllte Prentice Bloedels Frau Virginia († 1989) die von beiden gestiftete Skulptur Knife-Edge, Two Piece von Henry Moore, die auch heute noch am selben Platz steht. Es handelt sich dabei um den dritten Originalguss, die beiden anderen Exemplare der Skulptur stehen in London. Schon im ersten Jahr nach der Eröffnung besuchten 500.000 Personen das Gewächs-haus.
Im November 2009 entschied sich die städtische Behörde für Parks und Erholungsflächen für die Schließung des Bloedel Conservatory, da die laufenden Betriebskosten auf etwa 260.000 CAD gestiegen waren und zudem eine Erneuerung des Kuppeldachs anstand. Die Schließung sollte zum 1. März 2010 erfolgen, direkt nach dem Ende der XXI. Olympischen Winterspiele von Vancouver. Daraufhin gründeten sich mehrere Unterstützergruppen, die bis Ende Januar 80.000 CAD für den Unterhalt aufbrachten. Da außerdem festgestellt wurde, dass die Besucherzahlen ab Dezember 2009 dramatisch gestiegen waren, wurde am 20. Juli 2010 entschieden, dass das Bloedel Conservatory geöffnet bleiben und dem VanDusen Botanical Garden unterstellt werden sollte. Am 29. Mai 2013 erhielten die Friends of the Bloedel den Ehrenpreis der City of Vancouver Heritage Commission für ihren „herausragenden Beitrag zum Erhalt von Kulturerbe in Vancouver und in Anerkennung ihrer erfolgreichen Bemühungen, ein Wahrzeichen der Stadt zu retten.“
2014 wurden für etwa 2,4 Millionen CAD die Elemente der geodätischen Kuppel ausgetauscht, etwa dem doppelten Preis der damaligen Baukosten.

## Architektur
Der Architekt McKinley Underwood zeichnete für den Entwurf der geodätischen Kuppel verantwortlich, die von der avantgardistischen Struktur inspiriert wurde, die Buckminster Fuller für die Expo 67 in Montreal entworfen hatte. Sie besteht aus 1.488 Elementen hat einen Durchmesser von 140 Fuß (= 42,67 Meter) und eine Scheitelhöhe von 70 Fuß (= 21,34 Meter). Das in Ottawa gefertigte Aluminumgerüst aus 2.324 Teilen für die durchsichtigen Elemente wurde in nur 10 Tagen aufgerichtet.

## Pflanzen und Tiere
Das Gewächshaus simuliert drei Lebensräume mit ihren Klimazonen: tropischer Regenwald, subtropischer Regenwald und Wüste. Es beherbergt mehr als 500 Pflanzenarten, darunter Bananen (Musa paradisiaca), Bromelien und Amazonaslilien (Eucharis amazonica) im tropischen Bereich, Banyan-Feigen (Ficus benghalensis) und Südseemyrten oder Manukabäume (Leptospermum scoparium) in der subtropischen Sektion und Peruanische Apfelkakteen (Cereus repandus) sowie Aloen (Aloe vera) im Wüstenteil. Dazu kommen etwa 150 exotische Vögel von großen Papageien wie Aras und Kakadus bis zu kleinen Brillenvögeln (Zosterops japonicus)  und Zebrafinken (Taeniopygia).

## Bloedel Conservatory als Filmset
Das Gewächshaus wurde bereits für zahlreiche Filme und Science-Fiction-Serien als Filmset benutzt, so für Kampfstern Galactica, Stargate – Kommando SG-1, Gene Roddenbury´s Andromeda und Beyond the Black Rainbow. Auch eine Szene aus Episode 21 der 3. Staffel der Fernsehserie Supergirl wurde hier gedreht.